# Тамбовский вагоноремонтный завод
Тамбо́вский вагоноремо́нтный заво́д — завод, ремонтирующий вагоны для нужд железных дорог, расположенный в Тамбове. С 1 июля 2008 года филиал АО «ВагонРемМаш», дочерней компании «РЖД».

## История завода
Завод основан в 1899 году как вагонные мастерские Рязано-Уральской железной дороги. В 1928 году завод получает название Тамбовский вагоноремонтный завод.
В 1913 году мастерские размещались в отдельных одноэтажных зданиях, устроенных и оборудованных по последнему слову техники того времени. Имелась центральная силовая станция, оборудованная паровыми машинами. Отопление мастерских воздушное. Сушка древесины для технологических нужд в сушилках системы Стуртеванта. Удаление стружек от деревообделочного станка производилось пневматически, действием высасывающего вентилятора. Подача материалов производилась по узкоколейным путям системы Дековиля и по подвесным путям, расположенным над станком. Число мастеровых и служащих достигало 1500 человек. Мастерские выпускали до 6000 товарных вагонов в год из конвекционного осмотра и до 200 пассажирских вагонов из капитального ремонта.
Специализация завода до 1945 года — пассажирские вагоны, с 1945 года — изотермические, с 1970 года — рефрижераторные секции, ориентировочно с 1995 года — пассажирские вагоны.
Во время Великой Отечественной войны на заводе был построен литейный цех. В военные годы изготовлено более 2 млн мин, построены 40 бронепоездов, санитарные, банно-прачечные поезда, бронелетучки, снегоочистители.
На 2007 год завод имел дробеструйную камеру очистки вагонов.

## Награды
- Орден Трудового Красного Знамени